# Апостольский нунций в Руанде
Апостольский нунций в Республике Руанда — дипломатический представитель Святого Престола в Руанде. Данный дипломатический пост занимает церковно-дипломатический представитель Ватикана в ранге посла. Апостольская нунциатура в Руанде была учреждена на постоянной основе 6 июня 1964 года. Её резиденция находится в Кигали.
В настоящее время Апостольским нунцием в Руанде является архиепископ Арнальдо Каталан, назначенный Папой Франциском 31 января 2022 года.

## История
Апостольская делегатура в Руанде  была учреждена в 1963 году, получив компетенцию от Апостольской делегатуры в Конго-Руанде.
Апостольская нунциатура в Руанде была учреждена 6 июня 1964 года, бреве «Quantum utilitatis » папы римского Павла VI. Резиденцией апостольского нунция в Руанде является Кигали — столица Руанды. 

## Апостольские нунции в Руанде

### Апостольские делегаты
- Вито Роберти, титулярный архиепископ Томи — (13 октября 1962 — 11 февраля 1963 — назначен апостольским нунцием).

### Апостольские нунции
- Вито Роберти, титулярный архиепископ Томи — (11 февраля 1963 — 15 августа 1965 — назначен епископом Казерты);
- Эмиль-Андре-Жан-Мари Мори, титулярный архиепископ Лаодикеи Фригийской — (11 июня 1965 — 1967, в отставке);
- Амелио Поджи, титулярный архиепископ Керкенны — (27 мая 1967 — 27 ноября 1969 — назначен апостольским делегатом в Нигерии);
- Уильям Акин Карью, титулярный архиепископ Тельде — (27 ноября 1969 — 10 мая 1974 — назначен апостольским про-нунцием на Кипре и апостольским делегатом в Иерусалиме и Палестине);
- Никола Ротунно, титулярный архиепископ Минори — (29 июня 1974 — 13 апреля 1978 — назначен апостольским про-нунцием в Шри-Ланке);
- Томас А. Уайт, титулярный архиепископ Сабионы — (27 мая 1978 — 1 марта 1983 — назначен апостольским про-нунцием в Эфиопии);
- Джованни Баттиста Морандини, титулярный архиепископ Нумиды — (30 августа 1983 — 12 сентября 1990 — назначен апостольским нунцием в Гватемале);
- Джузеппе Бертелло, титулярный архиепископ Урбисальи — (12 января 1991 — март 1995 — назначен постоянным наблюдателем Святого Престола при отделении ООН и специализированных учреждений ООН в Женеве);
- Юлиуш Януш, титулярный архиепископ Каорле — (25 марта 1995 — 26 сентября 1998 — назначен апостольским нунцием в Мозамбике);
- Сальваторе Пеннаккьо, титулярный архиепископ Монтемарано — (28 ноября 1998 — 20 сентября 2003 — назначен апостольским нунцием в Таиланде);
- Ансельмо Гвидо Пекорари, титулярный архиепископ Популонии — (29 ноября 2003 — 17 января 2008, в отставке);
- Иво Скаполо, титулярный архиепископ Тагасте — (17 января 2008 — 15 июля 2011 — назначен апостольским нунцием в Чили);
- Лучано Руссо, титулярный архиепископ Монтеверде — (16 февраля 2012 — 14 июня 2016 — назначен апостольским нунцием в Алжире и Тунисе);
- Анджей Юзвович, титулярный архиепископ Лауриако — (18 марта 2017 — 28 июня 2021 — назначен апостольским нунцием в Иране).
- Арнальдо Каталан, титулярный архиепископ Аполлонии — (31 января 2022 — по настоящее время).